# Kilimán
Kilimán là một thị trấn thuộc hạt Zala, Hungary. Thị trấn này có diện tích 5,72 km², dân số năm 2010 là 248 người, mật độ 43 người/km².